# Manitoba Census Division No. 18
Die Census Division No. 18 in der kanadischen Provinz Manitoba gehört zur Interlakes Region. Sie hat eine Fläche von 11333,8 km² und 24.036 Einwohner (Stand: 2016). 2011 betrug die Einwohnerzahl 23.469.

## Census Subdivisions
Im Folgenden die "Census Subdivisions" („Zensus-Untergliederungen“) der Division No. 18 mit Stand vom Census 2016.
- Arborg (Town)
- Armstrong (Rural municipality)
- Bifrost-Riverton (Municipality)
- Coldwell (Rural municipality)
- Division No. 18, Unorganized, East Part (Unorganized)
- Division No. 18, Unorganized, West Part (Unorganized)
- Dog Creek 46 (Indian reserve)
- Fairford (Part) 50 (Indian reserve)
- Fisher (Rural municipality)
- Gimli (Rural municipality)
- Grahamdale (Rural municipality)
- Little Saskatchewan 48 (Indian reserve)
- St. Laurent (Rural municipality)
- West Interlake (Municipality)
- Winnipeg Beach (Town)